# E72
E72 eller Europaväg 72 är en 250 km lång europaväg som går mellan Bordeaux och Toulouse i Frankrike.

## Standard
E72 är motorväg hela sträckan, och den har nummer A62.

## Anslutningar
| - E5 - E70 - E9 gemensam sträcka - E80 |